# Fernet Underground
Fernet Underground je studiové album české rockové skupiny Tři sestry. Vydalo jej v květnu roku 2015 hudební vydavatelství Warner Music. Název alba i jeho obal s banánem odkazuje na skupinu The Velvet Underground a obal vytvořený Andym Warholem.

## Seznam skladeb
1. „Svatá Petra“
2. „Nápis na Kovárně“
3. „Taneční“
4. „Underground jsme nestihli“
5. „Dneska hrajou naši“
6. „Fyzické osoby“
7. „Kocovina“
8. „Tajnej hajnej“
9. „Havran“
10. „Narozeniny“
11. „Takzvaná stará“
12. „Plechový Ježíš“

## Obsazení
- František Moravec (Fanánek) – zpěv
- Tomáš Doležal (ing. Magor)– baskytara
- Veronika Borovková (Supice) – harmonika
- Ronald Seitl (kpt. Korkorán)– kytara
- Zdeněk Petr – kytara
- Petr Lukeš (Franta Vrána) – bicí
- Martin Roušar (Jaroušek)– saxofon
- František Kacafírek – housle

Hosté
- Radek Baborák (lesní roh): Tajnej Hajnej
- David Pokorný (housle), Vladimír Klánský (housle), Vladimír Kroupa (viola), Vít Petrášek (violoncello): Plechový Ježíš